# Aue (Haundorf)
Aue ([ˈaʊ̯ə] ) ist ein Gemeindeteil der Gemeinde Haundorf im Landkreis Weißenburg-Gunzenhausen (Mittelfranken, Bayern). Aue liegt in der Gemarkung Haundorf.

## Geographie
Das Dorf liegt ca. 7 km nördlich der Stadt Gunzenhausen am südlichen Rand des Mönchswaldes an der Kreisstraße WUG 22 und ist räumlich im Westen mit Haundorf verschmolzen.

## Geschichte
Aue wird als Siedlung an einem wasserreichen Wiesenland gedeutet. Aue ist erstmals in einem Beleg aus der zweiten Hälfte des 14. Jahrhunderts erwähnt; Ulrich von Muhr erhielt vom Bischof von Eichstätt „zw Awe“ ein Lehen. Eine Urkunde von 1525 besagt, dass von einem Hof zu Aue Abgaben an die St. Sebalduskirche in Nürnberg zu leisten waren. Für 1549 ist überliefert, dass von einem Hof und einem Gütlein als oettingensches Lehen zu Aue Abgaben nach Neuenmuhr zur Herrschaft der Lentersheimer zu leisten waren. 1608 wird der Weiler so beschrieben: Zwei Untertanen sind pappenheimisch und zinsen nach Berolzheim, drei Untertanen sind lentersheimerisch und ein Untertan gehört dem Reichalmosen in Nürnberg. 1799 fiel der lentersheimerische Besitz mit dem Aussterben derer von Lentersheim an das fürstliche Gesamthaus Oettingen zurück.
Am Ende des Alten Reiches bestand Aue aus zehn Anwesen: Drei Gütlein unterstanden dem Kastenamt Gunzenhausen, zwei Selden und ein Gütlein dem Verwalteramt Berolzheim, ein Gut und zwei Gütlein gehörten der Herrschaft Muhr und ein Gut dem Landalmosenamt Nürnberg. Dorfgerichtlich unterstand es mit der Gemeinde Haundorf dem Kastenamt Gunzenhausen, hochgerichtlich dem Oberamt Gunzenhausen.
Zu Beginn des 19. Jahrhunderts wird Aue als Dorf mit elf Häusern und 56 Bewohnern beschrieben. Im neuen Königreich Bayern wurde das Dorf 1808 dem Steuerdistrikt Haundorf und 1811 der Ruralgemeinde Haundorf im Landgericht/Rentamt Gunzenhausen zugeordnet. Kirchlich gehörte es zur evangelischen Pfarrei Haundorf.
1950 hatte Aue 13 Anwesen, die von 93 Personen bewohnt wurden. 1961 zählte man in den 15 Wohngebäuden des Ortes 69 Einwohner.